# Hecalus virescens
Hecalus virescens är en insektsart som beskrevs av William Lucas Distant 1910. Hecalus virescens ingår i släktet Hecalus och familjen dvärgstritar. Inga underarter finns listade i Catalogue of Life.